# Gerbrand Bakker (medicus)
Gerbrand Bakker (Enkhuizen, 1 november 1771 – Groningen, 15 juni 1828) was een Nederlands medicus, hoogleraar en rector magnificus van de Rijksuniversiteit Groningen.

## Werk
Bakker promoveerde in 1794 aan de Universiteit Leiden in de geneeskunde. Hij werd daarna stadsgeneesheer en vroedmeester in zijn geboortestad Enkhuizen. In 1806 werd Bakker aangesteld als lector in de ontleed-, heel- en vroedkunde in Haarlem. Twee jaar later werd hij tevens lector in de vergelijkende ontleedkunde bij de Teylers Stichting. 
In 1811 werd Bakker als hoogleraar in de genees-, ontleed- en verloskunde aan de Rijksuniversiteit Groningen aangesteld. Bakker was rector magnificus van deze universiteit in het academiejaar 1821-1822.

## Leven
Gerbrand Bakker trouwde op 4 januari 1800 met Jacoba Johanna Poel. Met haar kreeg hij één zoon en twee dochters. Zijn dochter Wilhelmina Johanna Bakker was gehuwd met Guillaume Adrien Gérard van Maanen, jurist en procureur-generaal van de Hoge Raad der Nederlanden. Bakker is begraven op de Zuiderbegraafplaats te Groningen alwaar zijn verzakte grafsteen op initiatief van Henk Bakker weer uit de grond is omhooggehaald en op het maaiveld is teruggelegd. De Gerbrand Bakkerstraat in de stad Groningen heeft de restauratie mede gefinancierd. 

## Publicaties (selectie)

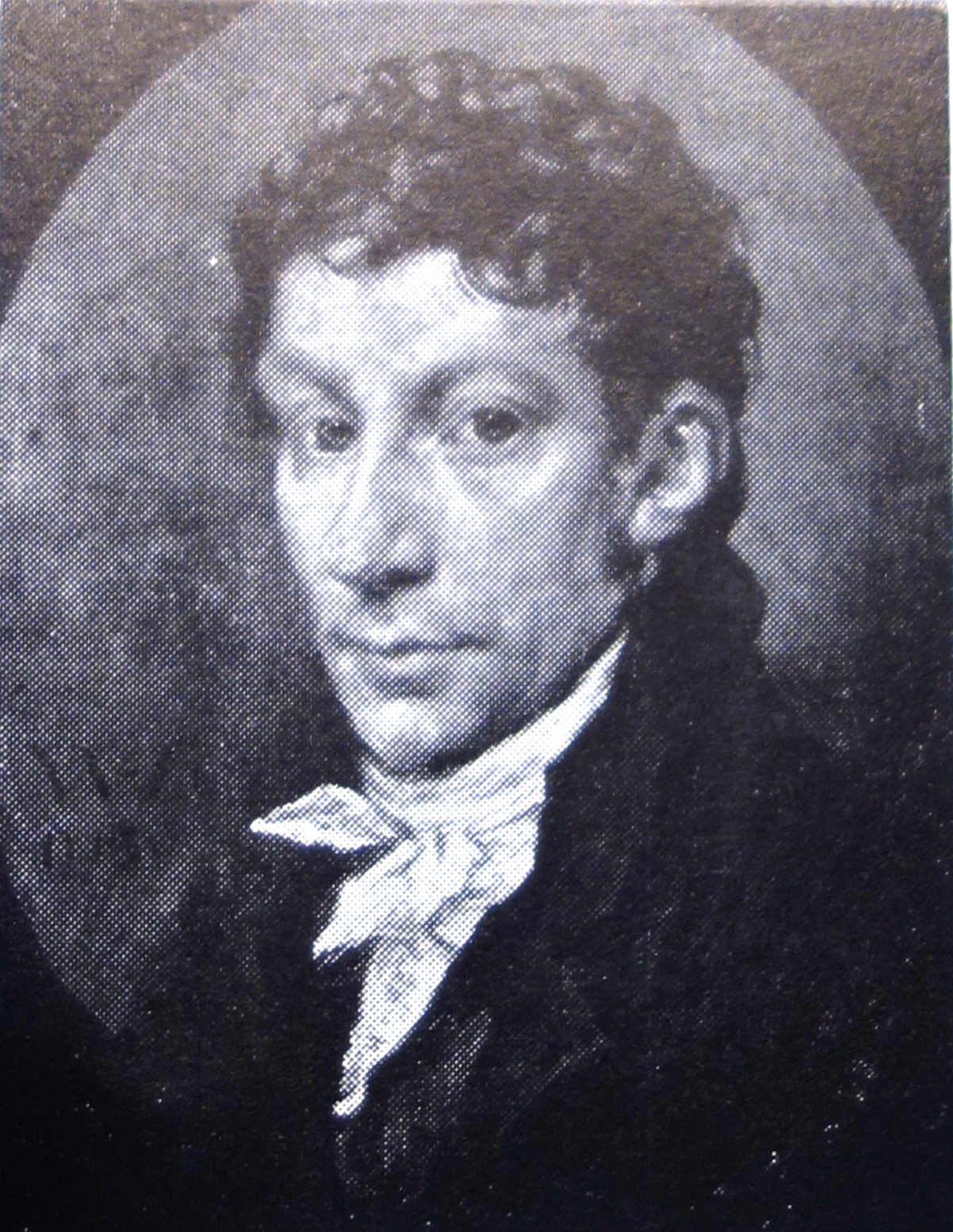
Bakker door Wybrand Hendriks (1813)

- De noxis, quas sua gravitate descendens materia purulenta aliquando in corpore humano exserit, 1794. (proefschrift)
- Natuur- en geschiedkundig onderzoek aangaande den oorspronkelijken stam van het menschelijk geslacht, 1810.
- Redevoering over datgene, hetwelk het nut der Verloskunde vergrooten en veraangenamen kan, 1811.
- Redevoering over het verschil van des menschen karakter, en deszelfs invloed op de beoefening der natuurlijke wetenschappen, 1816.
- Icones pelvis femineae catagraphice sectae, nec non schemata capitis et trunci infantilis, charta mobili expressa; in plano, cum descriptione sive Latina sive Belgica, 1817.
- Osteographia piscium, gadi praesertim aeglefini. oomparati cum lampride guttato, 1823.
- Epidemia quae anno mdcccxxvi. urbem Groningam adflixit, in brevi conspectu posita, 1826.
- De natura hominis; liber elementarius, 1827.
- Hulpmiddel tot redding van menschen uit een brandend huis.
- Verklaring van het menschelijk oog, afgebeeld door Schröter, 1827.